# Joy Kersten
Joy Kersten (Nijmegen, 30 mei 2000) is een voormalig Nederlands profvoetbalspeelster, die als middenvelder uitkwam voor Achilles '29 en Excelsior. Sinds 2023 komt ze als amateur uit voor VV Trekvogels.

## Loopbaan
In haar jeugdjaren speelde Kersten bij jongensteams, totdat ze bij Achilles '29 overstapte naar de Eredivisie Vrouwen.
Toen aan het eind van seizoen 2018/19 Achilles '29 stopte te bestaan, stapte Kersten over naar Excelsior Barendrecht. In januari 2022 ging ze in België voor KRC Genk Ladies spelen. Medio 2023 stopte ze met profvoetbal en ging bij VV Trekvogels spelen.

## Statistieken
| Seizoen | Club                  | Land      | Competitie | Wedstrijden | Doelpunten |
| ------- | --------------------- | --------- | ---------- | ----------- | ---------- |
| 2016/17 | Achilles '29          | Nederland | Eredivisie | 26          | 2          |
| 2017/18 | Achilles '29          | Nederland | Eredivisie | 22          | 0          |
| 2018/19 | Achilles '29          | Nederland | Eredivisie | 21          | 1          |
| 2019/20 | Excelsior Barendrecht | Nederland | Eredivisie | 5           | 1          |
| 2020/21 | Excelsior Barendrecht | Nederland | Eredivisie | 12          | 3          |
| 2021/22 | Excelsior             | Nederland | Eredivisie | 10          | 0          |
| Totaal  | Totaal                | Totaal    | Totaal     | 98          | 7          |

Laatste update: 4 december 2024

## Privé
Kersten woont in Nijmegen, en studeert aan de Young Talent Academy.